# Breguet Bre.5
Breguet Bre.5 byl dvoumístný francouzský celodřevěný rámový dvouplošník s dvoulistou tlačnou vrtulí a pevným příďovým podvozkem.

## Vývoj
Bre.5 byl vyvinut z bombardovacího letounu Bre.4. Prototyp se objevil v září 1915 a již v říjnu zvítězil v konkursu ve své třídě. Na zádi trupové gondoly byl instalován kapalinou chlazený vidlicový dvanáctiválec Renault 12Fb o výkonu 162 kW. V prosinci 1915 úřad Service de Fabrications de l'Aviation, odpovědný za dodávky letadel francouzskému letectvu, vyzkoušel exemplář Bre.5 vyzbrojený krátkohlavňovým kanónem Hotchkiss vz. 1902 ráže 37 mm. Přímo nad pilotovu hlavu byl přidán pohyblivý kulomet Lewis ráže 7,7 mm mířící vzad.
Sériové letouny Bre.5Ca.2 nesly standardně krátkohlavňový Hotchkiss, ale koncem zimy 1916 dostal jeden stroj dlouhohlavňový kanón Hotchkiss T. R. vz. 1885 a testoval se s ním ve středisku SFA začátkem dubna 1916.

## Nasazení

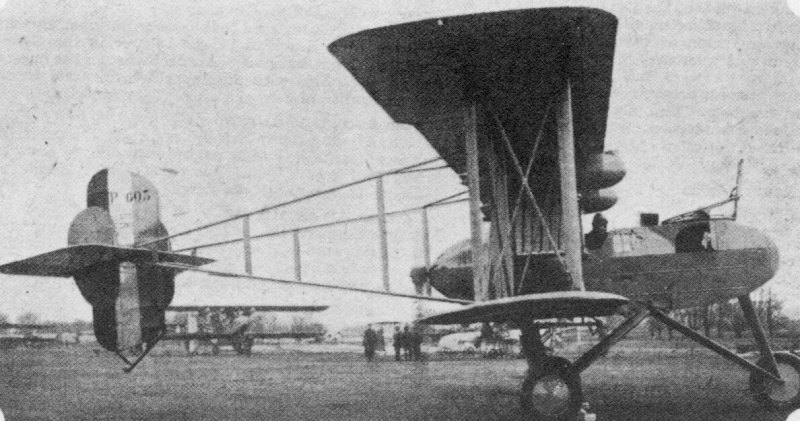
Breguet-Michelin BM-5

Letouny Bre.5 nebyla plně vybavena žádná letka, avšak většina bombardovacích jednotek s rámovými Breguety měla po několika kusech doprovodných stíhačů Bre.5 Ca.2. K 1. únoru 1916 bylo ze 135 stíhacích strojů Aviation Militaire 11 Bre.5Ca.2. Žádný tehdy ještě nesloužil jako bombardér, ale zkoušky prvního bombardovacího Bre.5B .2 začaly ještě téhož měsíce. V únoru 1916 došlo také k prvním operačním letům Bre.5Ca.2. Nasazení provázela řada smrtelných havárií, když byl typ obsazen jen pilotem, bez zátěže odpovídající hmotnosti pozorovatele. Vedlo to k řadě pokusům s cílem zjistit přesnou závislost pohybu těžiště při změnách zátěží letadla. Uskutečnil je na jednom Bre.5 vedoucí služby pro letadla u SFA. kapitán A. Étévé.
Na jaře 1916 přišla objednávka Bre.5 pro britskou Royal Naval Air Service, která převzala celkem 29 kusů pro svůj 3. wing ve Francii. Některé z nich měly pohonné jednotky Sunbeam o výkonu 165 kW. Pozdější francouzské Bre.5 dostávaly silnější Renaulty 12Fbx/Fcx o 189 kW.
Protože hrozil nedostatek motorů Renault, byl pro 50 kusů Bre.5 s upraveným motorovým ložem vybrán kapalinou chlazený hvězdicový devítiválec Salmson 9A. Nesly označení Breguet Bre.6, další s 37 mm Hotchkissy pak Bre.6Ca.2.
Mezitím se britské Bre.5 osvědčily natolik, že Admiralita u továrny Grahame-White objednala 30 dalších bombardovacích strojů s motory Rolls-Royce Falcon, označených Grahame-White XIX. Dokončeno jich však bylo pouze 10. Sloužily rovněž u 3. Wingu a na ostrovech Egejského moře.
Příchod letounů Breguet 14B.2 neznamenal konec služby Bre.5. Přešly k plnění zvláštních úkolů především v noci. K tomu obdržely zdvojená přední kola a označení Bre.12B.2, zatímco ještě více upravené Bre.12Ca.2 sloužily při nočním stíhání.

## Specifikace (Bre.5 Ca.2)

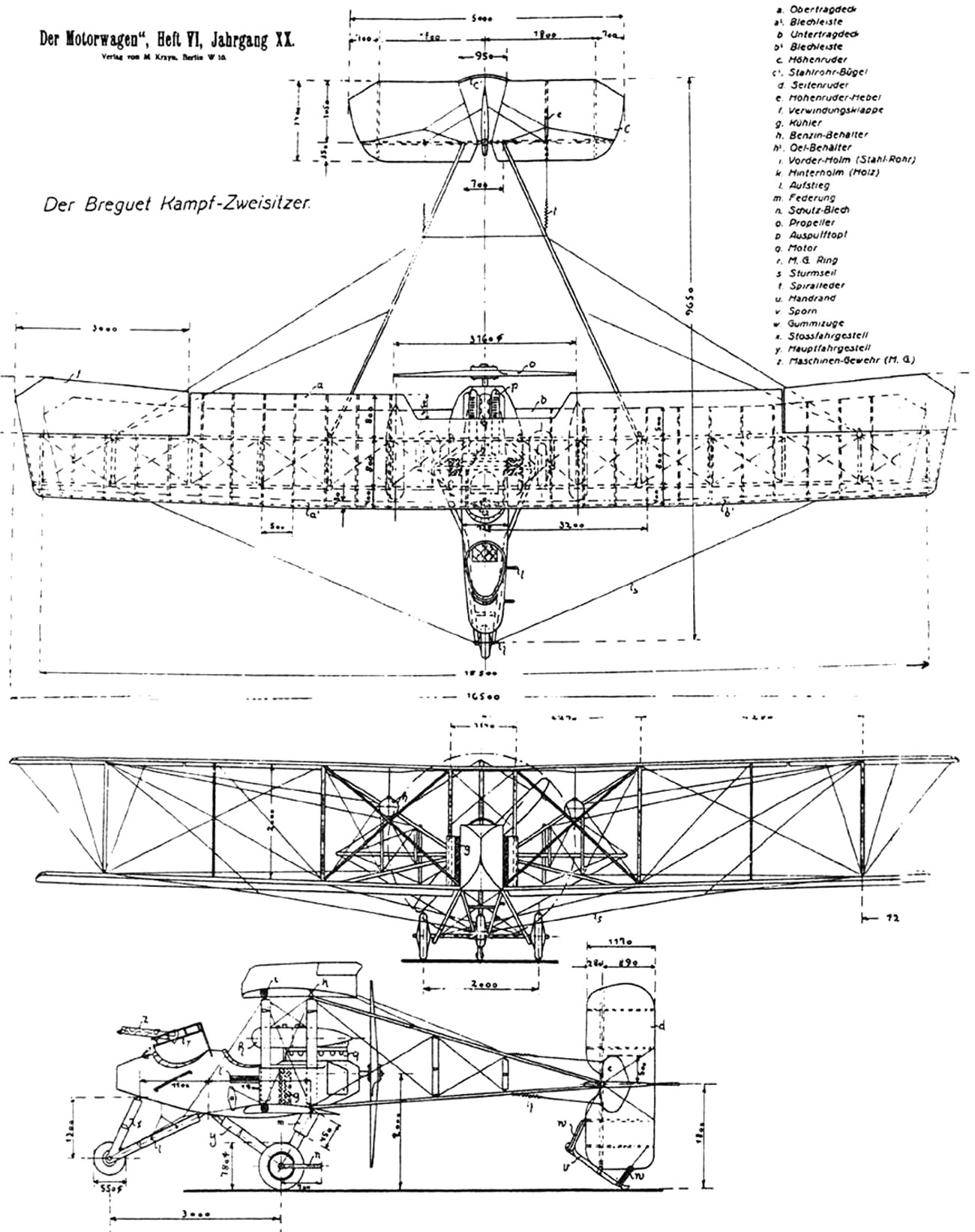
Breguet Bre.5

Údaje podle

### Technické údaje
- Osádka: 2
- Rozpětí: 17,50 m
- Délka: 9,90 m
- Výška: 3,90 m
- Nosná plocha: 57,70 m²
- Hmotnost prázdného letounu: 1 394 kg
- Vzletová hmotnost: 1 890 kg
- Pohonná jednotka: 1 × dvanáctiválcový vidlicový motor Renault 12Fb
- Výkon pohonné jednotky: 220 hp (160 kW)

### Výkony
- Maximální rychlost:
  - 131 km/h (u země)
  - 128 km/h (ve výši 2 000 m)
  - 124 km/h (ve výši 3 000 m)
- Výstup do 2000 m: 15,5 min
- Dostup: 4 300 m
- Vytrvalost: 3,5 h

### Výzbroj
- 1 × poloautomatický letecký kanón ráže 37 mm
- 1 × kulomet Lewis ráže 7,7 mm